# رزیپین
رزیپین (به لاتین: Rzepin) یک شهر و گمینا در لهستان است که در گمینا ژپین واقع شده‌است. رزیپین ۱۱٫۴۲ کیلومتر مربع مساحت و ۶٬۶۹۷ نفر جمعیت دارد و ۵۰ متر بالاتر از سطح دریا واقع شده‌است.